# Куренков, Александр Александрович
Алекса́ндр Алекса́ндрович Куренков (псевдоним Ал. Кур; 13 мая 1891, Казань — 2 мая 1971, Менло-Парк, Калифорния) — участник белого движения и деятель белой эмиграции, активист различных антикоммунистических и монархических ассоциаций, издатель-редактор газеты «Вестник правды» (Сан-Франциско). Георгиевский кавалер. Известен главным образом как соиздатель «Велесовой книги».

## Биография
Родился 13 мая 1891 в Казани.
Окончил Казанское военное училище и, вероятно, учился в Казанском университете. В 1914—1917 годах служил в Российской армии. Начал военную службу в крепости Осовец. Во время Первой мировой войны был отравлен газами и ранен, в дальнейшем специализировался на защите от газовых атак. Награждён орденом Святого Георгия 4-й степени.
В 1918—1921 годах участвовал в Гражданской войне в России на стороне белых. В 1917 году капитан Куренков был назначен командиром 1-го химического подразделения 46-го корпуса. Оказавшись в 1918 году в Шадринске, руководил там антибольшевистским восстанием, организовав добровольческий отряд. Шадринский добровольческий отряд принял участие в боях за город Далматово, в освобождении от красных войск станций Катайск, Колчедан, Синарская и Каменский Завод (ныне город Каменск-Уральский). 27 июля 1918 года отряд Куренкова перерезал железную дорогу Екатеринбург — Тюмень на разъезде № 5 (ныне станция Грязновская), захватив здесь 2 бронепоезда, 1 орудие, 7 пулеметов и 52 тысячи патронов. Далее Шадринский отряд участвовал в безрезультатных двухнедельных лобовых атаках позиций красных в дефиле у станции Антрацит. Здесь белые потеряли убитыми 150 офицеров и 200 солдат. От Егоршино Шадринский добровольческий отряд был переброшен в Северную колонну штабс-капитана Н. Н. Казагранди и в её составе наступал на Алапаевск с севера. Из Алапаевска батальон Куренкова двигался вместе с 1-м и 3-м батальонами 16-го Ишимского полка под командованием Н. Н. Казагранди. По овладении Верхотурьем батальон Куренкова был выдвинут на Николае-Павдинское направление. Батальон Куренкова на Николае-Павдинском направлении с началом верхотурских боёв перешёл в наступление и уже 8 ноября 1918 года занял 69-й (Гаевский) и 73-й участки.
Участник освобождения Екатеринбурга. В сарае дома Ипатьева обнаружил шинель Николая II с георгиевской лентой. Поздннее, увезя ленту за границу, разрезал её на три части: генералу Дмитрию Хорвату, Русской церкви в Сиэтле и для себя.
3 января 1919 года, была сформирована 7-я Сибирская стрелковая дивизия (полковник Черкасов) в составе 18-го Тобольского (полковник Бордзиловский), 20-го (26-го) Тюменского Сибирских стрелковых, 6-го, 7-го и 8-го Степных кадровых полков. 19 января в состав дивизии вошёл «батальон капитана Куренкова под названием 27-й Верхотурский Сибирский стрелковый полк». C 26 января Верхотурский полк именуется 49-м Верхотурским полком. До какого момента Куренков оставался командиром 27-го Верхотурского полка — установить не удалось. Приказ по полку от 25 мая 1919 года свидетельствует о временном командовании полком штабс-капитаном Киселевым.
9 июня 1919 года Сибирская армия была разделена на Северную и Южную группы. 7-я Сибирская дивизия в трёхполковом составе вошла в Южную группу, причём, полки получили новую нумерацию: 36-й Тюменский, 37-й Верхотурский и 38-й Ялуторовский. 25-й Тобольский полк вошёл в отдельный Северный отряд Северной группы. В конце августа — начале сентября Верхотурский полк принимал участие в боях под Тавдой. Здесь был ранен заместитель командира полка капитан Н. А. Протопопов и санитарными эшелонами вывезен в Томск, потом — в Читу. В начале сентября дивизия соединилась в полном составе, а полки получили старую нумерацию: с 26-го по 28-й. 3 сентября начальником дивизии был назначен полковник А. В. Бордзиловский. 4 октября стала именоваться 7-й Тобольской Сибирской стрелковой дивизией, 6 октября вошла в состав отдельной Северной (Тобольской) группы генерал-майора М. Е. Редько. Тобольская группа генерал-майора М. Е. Редько (в том числе 7-я Тобольская дивизия), с боями и потерями прошедшая через Щегловскую тайгу, вышла на станцию Тайга, где 20 декабря частично была присоединена к Южной группе 2-й армии под командованием генерал-лейтенанта Г. А. Вержбицкого, образовав «Колонну генерала Вержбицкого».
15 января 1920 года, приказом по Сибирской армии Куренков был назначен командиром Татарской бригадой Азиатской дивизии, 10 июля 1920 года назначен Начальником Азиатской дивизии.
С 1921 года Куренков жил в Маньчжурии. В 1923 году эмигрировал в США. 22 февраля 1923 года на корабле «Президент Мак-Кинли» Куренков с женой и дочерью прибыл в североамериканский порт Сиэтла. Для жизни в США глава семьи имел 250 долларов, которые и предъявил при пересечении границы. Он был зачислен в 146-й полк полевой артиллерии, где прослужил до 1927 года. Ушёл в почётную отставку в чине сержанта, был награжден американской «медалью Победы», а также знаком «пальмового венка» за стрельбу из пистолета. 25 марта 1923 года устроился на работу на вокзал «Кинг Стрит», где трудился мойщиком вагонов до 1943 года.
С 1925 года Куренков состоял в обществе Русских ветеранов Великой войны. В 1953 году был выбран почётным пожизненным председателем этого общества. В 1925—1927 годах служил в Национальной гвардии США в штате Вашингтон. С 1933 по 1938 год находился в должности председателя Объединённого комитета русских национальностей, в 1938 году избран председателем Антикоммунистической лиги по штату Вашингтон и территории Аляска. В 1930 году Куренковы проживали в Сиэтле по адресу: North Broadway 3777/321 в арендуемом доме. 11 мая 1937 года Куренков был произведён самопровозглашённым Всероссийским императором в изгнании Кириллом Владимировичем в генерал-майоры.
В начале 1930-х годов Куренков, оказавшись в Сан-Франциско, посетил книжный магазин русского эмигранта, бывшего заведующего екатеринбургским отделением Волжско-Камского банка и директора-распорядителя Алапаевского горного округа В. П. Аничкова, с которым он был знаком с 1919 года. По рассказу Куренкова, во время Гражданской войны к нему пришёл «посланец с одной железнодорожной станции <…> и передал желание умирающего доктора повидаться со мной, дабы поведать какую-то государственную тайну». Как командир полка он не мог оставить подразделение и отправил к доктору своего адъютанта. Умиравший от тифа доктор рассказал, что к нему в больницу ворвался солдат, на руках у которого была раненая молодая девушка. Когда девушку раздевали для проведения операции, на ней было дорогое белье, что говорило о принадлежности к богатой семье. К тому же, после операции девушка бредила на нескольких языках. По мнению Куренкова, раненной могла быть бежавшая великая княжна Анастасия Николаевна. В доказательство этой версии Куренков обещал предоставить Аничкову подлинник протокола допроса врача, составленного его адъютантом, однако документ так и не был отправлен.
В июне 1943 году в журнале «The American Lutheran» Куренков опубликовал отчёт об обнаружении на вершине горы Арарат Ноева Ковчега. В статье указывалось, что во время службы на Кавказском фронте он стал свидетелем археологической экспедиции на вершину Арарата. По словам автора, в 1916 году 3-й Кавказский лётный отряд под командованием поручика Заболоцкого с воздуха обнаружил странное сооружение, к которому отправилась экспедиция под руководством археолога Пастунова. Утверждалось, что экспедиция не только обнаружила огромный корабль, но и сделала его подробные фотографии. Сам Куренков не принимал участия в исследовании, однако имел на руках официальные отчёты и несколько раз беседовал с летчиком Заболоцким.
Во время службы в районе Арарата Куренков также исследовал ряд древних памятников, покрытых таинственными петроглифами. Все непонятные надписи он тщательно переносил в специальную тетрадь, пытаясь расшифровать их смысл. В 1946 году он опубликовал свои исследования в журнале «The Bible Archaeological Digest», расшифровав древние символы как «шумерские записи о всемирном потопе».
Материалы по древней истории, опубликованные в разный период Куренковым, вызывают много вопросов и могут являться фальсификациями с целью получить известность. В то же время, существует вероятность того, что на основе имевшихся данных Куренков пытался создать историческую картину, однако отсутствие доступа к дополнительным источникам и историографии сделало данные работы малоценными.
24 февраля 1942 году Куренков получил гражданство США. В это же время он сменил своё имя на Александр А. Кур (Alexander A. Koor).
В конце 1940-х семья Куренковых переехала в город Пало-Альто, штат Калифорния, а в начале 1950-х годов проживала в Сан-Франциско по адресу Laurel str. 18. В 1948 году Куренков окончил Индианапольский колледж божественной метафизики и получил диплом доктора психологии. Существующее до настоящего времени учебное заведение в качестве своей цели определяет «помощь своим студентам в развитии высшего сознания и в получении достижений, черпаемых из Высшего разума».
В 1951 году Куренков вступил в действительные члены музея-архива (в настоящее время — Музей русской культуры в Сан-Франциско). Был на один год избран куратором музея с исполнением обязанностей заведующего историческим отделом. В 1953 году избран секретарем музея и Заведующим историческим архивом. 16 октября 1951 году за «сопротивление агрессии» был награжден французским «Crois de loregne» и удостоен звания шевалье. Соответствующие документы были подписаны президентом Франции и французским послом в Вашингтоне.
В 1947 году окончил со степенью доктора психологии College of Divine Metaphysics.
В 1950—1960-е годы Куренков состоял в переписке с деятелями русской эмиграции и публиковал статьи, касавшиеся истории Гражданской войны в России.
Председатель Союза участников Сибирского «Ледяного похода».
Автор нескольких работ по философии, религии и естествознанию.
Александр Александрович Куренков умер 2 мая 1971 года в пригороде Сан-Франциско — городе Менло-Парк. Похоронен на участке Союза Георгиевских кавалеров Сербского кладбища Сан-Франциско. Весь личный архив он завещал библиотеке Гуверовского института.

## «Велесова книга»
С деятельностью Куренкова напрямую связана «Велесова книга», фальсификация, созданная в XIX или, что более вероятно, XX веке, написанная на смеси ряда бессистемно деформированных современных славянских языков, примитивно имитирующих праславянский язык. Сочинение излагает якобы древнейшую историю славян и гимны «славянским богам». Текст играет значительную роль во многих направлениях славянского неоязычества, где используется как основание и доказательство неоязыческой религиозности.
Текст «Велесовой книги» был впервые опубликован в 1950-х годах Куренковым (под псевдонимом Ал. Кур) совместно с другим русским эмигрантом Юрием Миролюбовым в эмигрантском журнале «Жар-птица», издававшемся в Сан-Франциско. Наиболее вероятно, что автором фальсификации является сам Миролюбов.
Согласно утверждениям Миролюбова, текст «Велесовой книги» списан им с деревянных дощечек, созданных примерно в IX веке, некоторое время хранившихся у художника Фёдора Изенбека, у которого их якобы и обнаружил Миролюбов, и утерянных во время Второй мировой войны. В декабре 1953 году, в одном из докладов, подготовленных для музея-архива, Куренков вспоминал, что впервые он узнал о существовании «дощек» (как называли эти «дощечки») из статьи Миролюбова в журнале «Русские архивы в Европе». Узнав о наличии древностей, учёные из Брюссельского университета пытались получить «дощечки» для исследования, однако Миролюбов и Изенбек пытались «разобрать их сами». В 1954 году Куренков стал первым «переводчиком» «Велесовой книги».
Спустя двенадцать лет после смерти Изенбека в ноябре 1953 года в журнале «Жар-птица», издававшемся русскими эмигрантами в Сан–Франциско (вначале на ротапринте), была опубликована следующая заметка:

При некотором нашем содействии — воззвании к читателям журнала в сентябрьском номере журнала — и журналиста Юрия Миролюбова отыскались в Европе древние деревянные «дощьки» V века с ценнейшими на них историческими письменами о древней Руси. Мы получили из Бельгии фотографические снимки с некоторых из «дощьчек», и часть строчек с этих старинных уник уже переведена на современный русский язык известным ученым–этимологом Александром А. Кур и будет напечатана в следующем, декабрьском номере нашего журнала. — Редакция

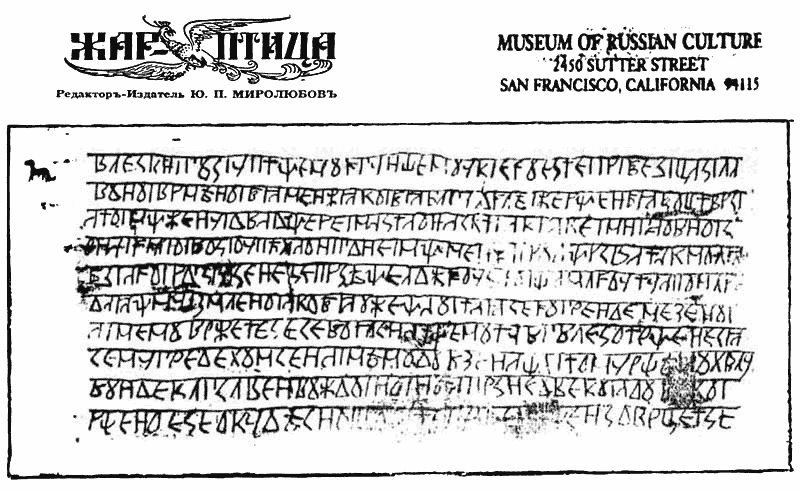
Изображение, заявленное как «фотография дощечки Изенбека № 16», журнал «Жар-птица», Сан-Франциско (1955)

Из этого сообщения следовало, что дощечки нашлись или, во всяком случае, редакция получила их фотоснимки. Однако в январском номере журнала за 1954 год было опубликовано письмо Миролюбова, в котором было сказано, что «фотостатов мы не могли с них сделать, хотя где-то среди моих бумаг находится один или несколько снимков. Если найду, то я их с удовольствием пришлю. Подчеркиваю, что о подлинности дощьек судить не могу». Позднее журнал публиковал ещё несколько сообщений о «фотостатах», сведения которых противоречили друг другу: в 1957 году (октябрьский номер) Миролюбов сообщил, что «фотографии текстов немногочисленны, репродукции неясны»; в январе 1959 года А. Кур упоминал имеющиеся у него «фотостатные снимки других дощечек». По утверждениям С. Ляшевского, Миролюбов сделал фотографии двух дощечек. В январе 1955 года был опубликован единственный «фотостат» — десять строк с «дощечки № 16». Этот снимок был направлен на экспертизу в Академию наук СССР и помещён в статье филолога Л. П. Жуковской в журнале «Вопросы языкознания» (1960). Объявив о находке дощечек в ноябре 1953 года, редакция журнала длительное время не публикует их тексты. В течение трёх лет публикуются лишь статьи А. Кура, где в общей сложности воспроизведено около 100 строк текста, но публикация полного текста отдельных дощечек началась только в марте 1957 года и продолжалась до 1959 года, когда журнал «Жар-птица» прекратил своё существование.
По мнению Куренкова, этот источник раскрывает совершенно неизвестный период русской истории, уходящий к IV веку н. э. По его мнению, уже в это время существовало понятие «русская земля», а народы, проживавшие на данной территории, подвергались нападениям готских племён. Язык «документа», согласно Куренкову, «это самый настоящий прародитель языка Древней Руси, давший наш теперяшний язык и думается ряд славянских наречий».
Первоначальный текст «Велесовой книги» известен в нескольких вариантах: текст, который был опубликован в журнале «Жар-птица», машинописный текст из архива Миролюбова (фотокопии были опубликованы в книге 1972 года), машинописный текст, найденный в Сан-Франциско (предположительно это вариант, направленный Миролюбовым Куру для публикации), рукописные копии Миролюбова, которые в разрозненном виде хранятся у нескольких частных лиц и в архивах Ахена, Сан-Франциско и др., ряд более поздних машинописных копий. Известные варианты первоначального текста «Велесовой книги» содержат большое число расхождений, по мнению филолога О. В. Творогова свидетельствующих, что в этих копиях «фикцией являются [заявленные Миролюбовым] и разбивка на строки, и указания на дефекты дощечек, и само членение текста на „дощечки“, и отдельные чтения». Первые машинописные копии текста «Велесовой книги», сделанные Миролюбовым, при сравнении с первой публикацией, обнаруживают десятки заметных различий: например, вместо «земля» написано «держава», на месте пропусков и якобы «сколотого» текста вставлены большие предложения, «дощечки» по-разному делятся на строки. Эти различия свидетельствуют не о продвижении в разборе древнего текста, а о редактировании собственного сочинения.
Не было представлено никаких документальных свидетельств того, что «дощечки Изенбека» видел кто-нибудь, кроме Миролюбова, и что они вообще существовали. Фотография якобы одной из «дощечек», согласно экспертизе, проведённой филологом Л. П. Жуковской, воспроизводит не доску, а рисунок на бумаге.
Филолог О. В. Творогов предположил, что «Велесова книга» был написана самим Миролюбовым в 1950-х годах в целях подтверждения его псевдоисторических идей. В сочинениях Миролюбова, написанных им ранее 1950-х годов, где он излагает многие свои предположения о славянских древностях, имеется большое количество содержательных и текстуальных совпадений с «Велесовой книги», но на «Велесову книгу» как источник там ссылок нет, и вообще прямо говорится об отсутствии надёжных источников, хотя она к тому времени, если верить более позднему рассказу о «дощечках Изенбека», уже имелась в его распоряжении.
Творогов предложил реконструкцию реальной истории возникновения «Велесовой книги». В 1952 году, когда Миролюбов работал над сочинением «Ригведа и язычество», «Велесова книга» ещё не существовала, но идея желательности подобной «находки» у его уже была. Миролюбов с одной стороны, отмечал, что он «лишён источников», а с другой утверждал, что древнейшая славянская письменность «будет однажды найдена». В 1954 году работа по созданию «Велесовой книги» уже велась, и Миролюбов «проговаривается» об этом в своих сочинениях. Так, предполагая, что древнейшая письменность славян включала готские и «санскритские» («ведические») буквы, он писал: «Мы ничего точного об этом не знаем, но логика стоит за это», а сразу после цитируемой фразы упоминает «дощечки». «Велесова книга», предположительно, создавалась в течение нескольких лет, однако Миролюбов и Кур поспешили объявить об этом ещё до того, как полностью отработали свою версию. Этим объясняется большое число противоречий в сообщениях о «Велесова книге»: то говорится, что текст на «дощечках» выжжен или написан калёным железом, то, что он был «нацарапан шилом»; вначале Миролюбов упоминал о «выпавшем счастье видеть» и «прочесть» дощечки, на которых многое трудно понять и разобрать, а спустя два года в письме к Лесному утверждал уже, что в течение 15 лет переписывал текст «Велесовой книги» и изучал его. О содержании «Велесовой книги» вначале говорится неопределенно, подчеркивается её религиозный характер («моления Перуну»), а затем оказывается, что в переписанной Миролюбовым обширной книге содержится также история русов почти за две тысячи лет.
Творогов предполагает, что первоначально создатели «Велесовой книги» планировали, для убедительности, воспроизвести «фотографии» дощечек. Но публикации «прориси» с «дощечки» в 1954 году и «фотостата» в 1955 году, вероятно, вызвали критику. Тогда Миролюбив и Кур были вынуждены отступить от своих планов: Миролюбов заявил, что фотографии потерялись, а сообщение, что были выполнены три фотографии, остались не подкреплёнными их публикацией. Текст создавался с трудом, поэтому, объявив о находке дощечек в 1953 году, Миролюбов и Кур приступили к их планомерной публикации только с марта 1957 года, до этого публиковались лишь фрагменты. В десятом выпуске своей «Истории руссов в неизвращенном виде» (1960) Лесной писал, что Миролюбов и Кур упорно не допускают к текстам учёных, публикация «Велесовой книги» странно прервалась, и «все попытки выяснения подробностей пресекаются», он безрезультатно требовал передать «Русскому музею» в Сан–Франциско текст «Велесовой книги» и фотокопии, довести до конца публикацию и т. д.
В середине 1950-х годов публикация текста «дощечек» сделала это произведение популярным не только в среде русских эмигрантов в США, но и во всём русскоязычном мире. Благодаря «Велесовой книге» Миролюбов переехал в США и стал редактором журнала «Жар-Птица», в котором Куренков публиковал свои переводы.

## Публикации
- Кур А. А. Письмо в редакцию // Жар-птица. — Сан-Франциско, сентябрь 1953. — С. 11.
- Кур А. А. О дощьках // Жар-птица. — Сан-Франциско, январь 1954. С.13-16.
- Кур А. А. Дощьки: Текст древней записи и перевод ея на современный язык // Жар-птица. — Сан-Франциско, февраль 1954. — С. 33—35.
- Кур А. А. Дощьки – языческие летописи // Русская жизнь. — Сан-Франциско, 3 апреля 1954.
- Кур А. А. Дощечки Изенбека // Жар-птица. — Сан-Франциско, сентябрь 1954. — С. 29—34.
- Кур А. А. Дощечки: О готах // Жар-птица. — Сан-Франциско, декабрь 1954. — С. 33—36.
- Кур А. А. Дощечки Изенбека: Религия пращуров-предков // Жар-птица. — Сан-Франциско, январь 1955. — С. 21—24, 26.
- Кур А. А. Религия пращуров-предков: Перевод с дощечек Изенбека (продолжение) // Жар-птица. — Сан-Франциско, февраль 1955. — С. 23—28, 32.
- Кур А. А. Отрывочная, но истинная история наших предков // Жар-птица. — Сан-Франциско, март 1957. — С. 10—12.
- Кур А. А. Отрывочная, но истинная история наших предков (продолжение) // Жар-птица. — Сан-Франциско, апрель 1957. — С. 7—9.
- Кур А. А., Миролюбов Ю. П. Дощьки Изенбека (продолжение) // Жар-птица. — Сан-Франциско, апрель 1957. — С. 9—11.
- Кур А. А. Отрывочная, но истинная история наших предков (продолжение) // Жар-птица. — Сан-Франциско, май 1957. — С. 10—12.
- Кур А. А. Отрывочная, но истинная история наших предков (продолжение) // Жар-птица. — Сан-Франциско, июль 1957. — С. 8—9.
- Кур А. А. Дощечки Изенбека (продолжение) // Жар-птица. — Сан-Франциско, июль 1957. — С. 9—10.
- Кур А. А. Отрывочная, но истинная история наших предков (продолжение) // Жар-птица. — Сан-Франциско, август 1957. — С. 7—8.
- Кур А. А. Дощечки Изенбека (продолжение) // Жар-птица. — Сан-Франциско, август 1957. — С. 8—9.
- Кур А. А. Отрывочная, но истинная история наших предков (продолжение) // Жар-птица. — Сан-Франциско, сентябрь 1957. — С. 9—10.
- Кур А. А. Дощечки Изенбека (продолжение) // Жар-птица. — Сан-Франциско, сентябрь 1957. — С. 10—11.
- Кур А. А. Отрывочная, но истинная история наших предков (продолжение) // Жар-птица. — Сан-Франциско, ноябрь 1957. — С. 5—7.
- Кур А. А. Отрывочная, но истинная история наших предков (продолжение) // Жар-птица. — Сан-Франциско, декабрь 1957. — С. 10—12.
- Кур А. А. Дощечки Изенбека (продолжение) // Жар-птица. — Сан-Франциско, декабрь 1957. — С. 12—13.
- Кур А. А. Отрывочная, но истинная история наших предков (продолжение) // Жар-птица. — Сан-Франциско, январь 1958. — С. 6—7.
- Кур А. А. Дощечки Изенбека (продолжение) // Жар-птица. — Сан-Франциско, январь 1958. — С. 8—9.
- Кур А. А. Отрывочная, но истинная история наших предков (продолжение) // Жар-птица. — Сан-Франциско, февраль 1958. — С. 6—8.
- Кур А. А. Отрывочная, но истинная история наших предков (продолжение) // Жар-птица. — Сан-Франциско, март 1958. — С. 5—7.
- Кур А. А. Дощечки Изенбека (продолжение) // Жар-птица. — Сан-Франциско, март 1958. — С. 9—10.
- Кур А. А. Отрывочная, но истинная история наших предков (продолжение) // Жар-птица. — Сан-Франциско, апрель 1958. — С. 6—7.
- Кур А. А. Дощечки Изенбека (продолжение) // Жар-птица. — Сан-Франциско, апрель 1958. — С. 8—9.
- Кур А. А. Отрывочная, но истинная история наших предков (продолжение) // Жар-птица. — Сан-Франциско, май 1958. — С. 10—11.
- Кур А. А. Отрывочная, но истинная история наших предков (продолжение) // Жар-птица. — Сан-Франциско, июнь 1958. — С.7—8.
- Кур А. А. Дощечки Изенбека (продолжение) // Жар-птица. — Сан-Франциско, июнь 1958. — С. 8—10.
- Кур А. А. Отрывочная, но истинная история наших предков (продолжение) // Жар-птица. — Сан-Франциско, июль 1958. — С. 6—7.
- Кур А. А. Дощечки Изенбека (продолжение) // Жар-птица. — Сан-Франциско, июль 1958. — С. 7—8.
- Кур А. А. Дощечки Изенбека (продолжение) // Жар-птица. — Сан-Франциско, август 1958. — С. 13—14.
- Кур А. А. Дощечки Изенбека (продолжение) // Жар-птица. — Сан-Франциско, сентябрь 1958. — С. 16—18.
- Кур А. А. Отрывочная, но истинная история наших предков (продолжение) // Жар-птица. — Сан-Франциско, октябрь 1958. — С. 14—17.
- Кур А. А. Дощечки Изенбека (продолжение) // Жар-птица. — Сан-Франциско, октябрь 1958. — С. 8—9.
- Кур А. А. Отрывочная, но истинная история наших предков (продолжение) // Жар-птица. — Сан-Франциско, ноябрь 1958. — С. 15—16.
- Кур А. А. Дощечки Изенбека (продолжение) // Жар-птица. — Сан-Франциско, ноябрь 1958. — С. 16—17.
- Кур А. А. Несколько слов о текстах дощечек Изенбека // Жар-птица. — Сан-Франциско, ноябрь 1958. — С. 17—18.
- Кур А. А. Отрывочная, но истинная история наших предков (окончание) // Жар-птица. — Сан-Франциско, декабрь 1958. — С. 17—18.
- Кур А. А. Несколько слов о текстах дощечек Изенбека (продолжение) // Жар-птица. Сан-Франциско, декабрь 1958. С.20-22.
- Кур А. А. Дощечки Изенбека (продолжение) // Жар-птица. — Сан-Франциско, январь 1959. — С. 15—16.
- Кур А. А. Несколько слов о текстах дощечек Изенбека с историческим комментарием (окончание) // Жар-птица. — Сан-Франциско, январь 1959. — С. 16—17.
- Кур А. А. Дощечки Изенбека (продолжение) // Жар-птица. — Сан-Франциско, февраль 1959. — С. 15—17.
- Кур А. А. Дощечки Изенбека (продолжение) // Жар-птица. — Сан-Франциско, март 1959. — С. 14—15.
- Кур А. А. Предание Сварогова цикла // Жар-птица. — Сан-Франциско, апрель 1959. — С. 13—19.
- Кур А. А.. Дощечки Изенбека (продолжение) // Жар-птица. — Сан-Франциско, май 1959. — С. 14—16.
- Кур А. А. Убийство великих князей в Алапаевске 18 июля 1918 г. // Знамя России. — Нью-Йорк, июль 1961. — № 211.
- Кур А. А. Текст приветствия // Годовое общее собрание Калифорнийского общества участников 1-го Кубанского генерала Корнилова похода в Лос-Анджелесе // Вестник первопоходника. — Сан-Франциско, март 1962. — №6.
- Кур А. А. Дом Романовых // Император Николай II Александрович: Сборник памяти 100-летия со дня рождения. — Нью-Йорк, 1968. — С. 148—157.
- Кур А. А. Из истинной истории наших предков по новейшим данным // Молодая гвардия. — М., 1994. — № 1. — С. 205—319.